# Île Manoel
Pour les articles homonymes, voir Manoel.
L'île Manoel (Il-Gżira Manoel en maltais) est une île maltaise, situé dans le Marsamxett Harbour, le havre naturel qui, au nord, borde la péninsule abritant la ville de La Valette, la capitale.
Elle est située en face de la ville de Il-Gżira dont elle dépend administrativement et à laquelle est reliée par un pont. Cette dernière lui doit également son nom puisque Gżira signifie « île » en maltais.
Elle était autrefois baptisée en italien : Isola del Vescovo ou en maltais : il-Gżira tal-Isqof, ce qui signifie : « île de l'Évêque ».
En 1643, Jean-Paul de Lascaris-Castellar, 57e grand maître de l'ordre de Saint-Jean de Jérusalem y fait construire un lazaret.

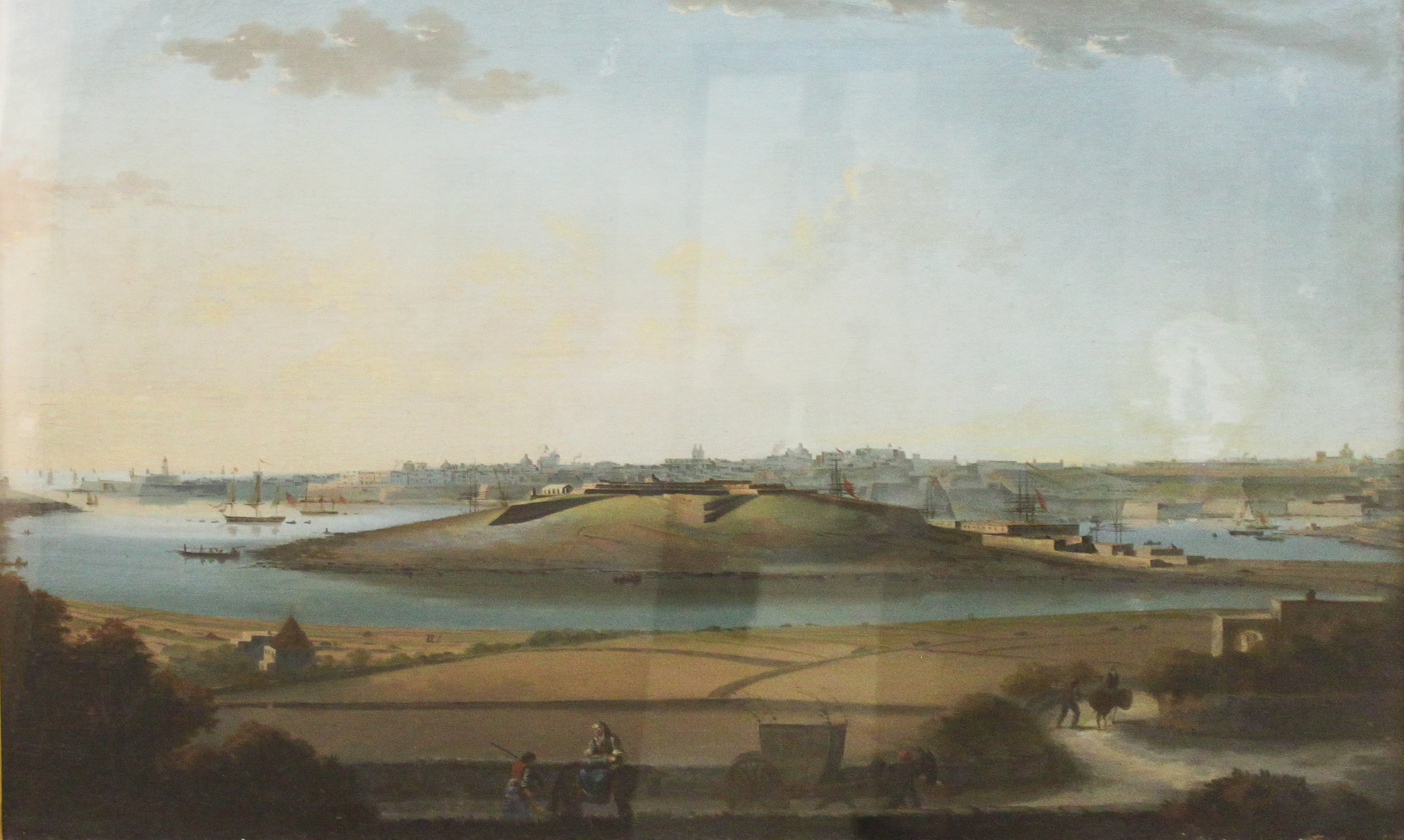
Peinture de l'île Manoel datant du XIXe siècle.

Le nom actuel de l'île a été donné en l'honneur d'António Manoel de Vilhena, 66e grand maître de l'Ordre au XVIIIe siècle qui y érigea le fort Manoel qui se trouve à sa pointe est.